# La bella del Alhambra
La bella del Alhambra é um filme de drama cubano de 1989 dirigido e escrito por Enrique Pineda Barnet. Foi selecionado como representante de Cuba à edição do Oscar 1991, organizada pela Academia de Artes e Ciências Cinematográficas.
A história mostra a gênese da carreira e a ascensão de Ester, a mais amada atriz do teatro mais popular de Havana, na virada do século XIX.

## Elenco
- Beatriz Valdés - Rachel
- Omar Valdés - Federico
- César Évora - Amante Rachel
- Carlos Cruz - Adolfito
- Isabel Moreno - mexicana
- Jorge Martínez - Jorge